# 普吕内
普吕内（法語：Prunet，法語發音：[pʁynɛ]）是法国康塔尔省的一个市镇，位于该省西南部，属于欧里亚克区。

## 地理
普吕内（44°49'13"N, 2°27'48"E）面积27.34 平方千米，位于法国奥弗涅-罗讷-阿尔卑斯大区康塔爾省，该省份为法国中南部省份，位于法國中央高原中心，北起科雷兹省、上盧瓦爾省和多姆山省，西接洛特省和科雷兹省，南至阿韦龙省和洛特省，东临上盧瓦爾省和洛泽尔省。
与普吕内接壤的市镇（或旧市镇、城区）包括：塞尔河畔阿尔帕容、拉布鲁斯、拉迪尼亚克、拉弗亚德昂韦济、勒康、罗阿讷圣马里、泰西耶尔莱布列斯。

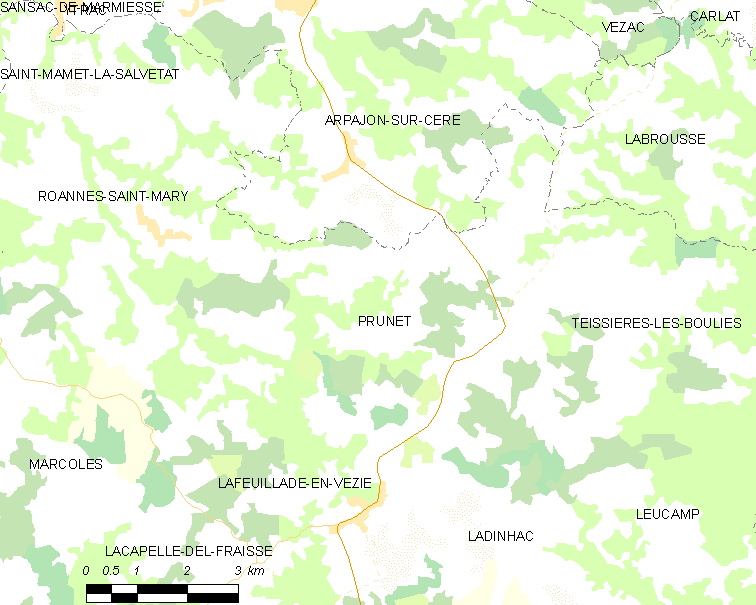
普吕内的OSM定位图

普吕内的时区为UTC+01:00、UTC+02:00（夏令时）。

## 行政
普吕内的邮政编码为15130，INSEE市镇编码为15156。

## 政治
普吕内所属的省级选区为塞尔河畔阿尔帕容县。

## 人口

1962-2008年间普吕内人口变化图示

普吕内于2022年1月1日时的人口数量为686人。